# Nastro giallo (simbolo)
Un nastro giallo è un simbolo con vari significati, perlopiù associati a coloro che attendono il ritorno di una persona cara o di truppe militari temporaneamente impossibilitate a tornare a casa. Si usa a volte negli Stati Uniti nel corso di fiere di contea o di stato, dove indica il piazzamento al quarto posto in un concorso.
Recentemente, è stato utilizzato per simboleggiare il sostegno al Programma internazionale per la prevenzione dei suicidi e per sensibilizzare l'opinione pubblica contro il tumore del testicolo e a favore della piccola Madeleine McCann. Simboleggia inoltre la consapevolezza a favore di quelle donne e di quelle ragazze che soffrono della malattia dell'endometriosi, una dolorosa patologia debilitante per la quale si deve ancora trovare una cura.
In questi ultimi casi, rientra nella categoria dei "nastri della consapevolezza" utilizzati per esprimere sostegno a favore di cause e campagne civili.
Ha un significato anche nel mondo dei cani: un cane con un nastro giallo intorno al collo o al guinzaglio è un cane che ha bisogno del suo spazio: potrebbe avere problemi con altri cani, o con alcune tipologie di persone, o con i bambini. Da tempo è nato The Yellow Dog Project, un'associazione noprofit che vuole sensibilizzare ad una corretta educazione del comportamento verso i cani.

## Origini
La canzone/poesia "She wore a yellow ribbon" compare in varie forme da almeno quattro secoli. Si basa sullo stesso tema generale. Una donna del destino deve affrontare qualche tipo di prova o di giudizio mentre aspetta il ritorno del suo amato. Gli sarà fedele? Questa sembra essere la domanda persistente e la base per lo sviluppo di un grande dramma.
Pare che la canzone sia stata portata in America dall'Europa da coloni inglesi. Sembra probabile, in particolare, che l'origine dei nastri gialli sia derivata dal retaggio puritano. Fu durante la Rivoluzione inglese, infatti, che l'Esercito puritano del Parlamento inglese indossò nastri e sciarpe gialli sul campo di battaglia.
Il giallo è il colore ufficiale dell'arma di cavalleria nell'Esercito degli Stati Uniti, usato nelle insegne e altrove, ed originariamente esemplificato nei film di Hollywood dai fazzoletti gialli che si supponeva fossero indossati dai soldati di cavalleria del XIX secolo.

## Nel mondo

### Medio Oriente

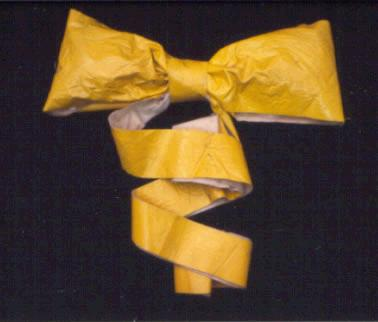
Nastro giallo sventolato nel 1979 da Penne Laingen quando suo marito, il diplomatico statunitense Bruce, era tenuto prigioniero durante la crisi degli ostaggi in Iran; tra i primi "nastri gialli" moderni. Foto per gentile concessione della Biblioteca del Congresso.

Durante la crisi degli ostaggi in Iran, il nastro giallo fu utilizzato come simbolo di sostegno per gli ostaggi trattenuti nell'ambasciata USA a Tehran. Questo simbolismo iniziò nel dicembre 1979, quando Penelope Laingen, moglie del funzionario degli esteri più anziano tenuto in ostaggio, legò un nastro giallo intorno ad un albero nel prato della sua casa nel Maryland. Il nastro simboleggiava in primo luogo la determinazione del popolo americano ad ottenere il rilascio degli ostaggi sani e salvi, e fu mostrato con grande risalto nelle celebrazioni per il loro ritorno a casa nel gennaio 1981.
Il nastro giallo conobbe una rinnovata popolarità negli Stati Uniti durante la Guerra del Golfo nei primi anni 1990. Apparve insieme allo slogan "Sostieni le nostre truppe" (Support our troops), sotto forma di nastri gialli legati agli alberi, ed in innumerevoli altri contesti. Spesso aveva l'idea implicita di sostenere gli stessi schieramenti delle truppe di Desert Shield e Desert Storm e/o la lealtà al Presidente George Bush, e pertanto divenne alquanto politicizzato. Comparve ancora durante l'invasione dell'Iraq del 2003 con significati analoghi, principalmente sotto forma di un nastro giallo stampato su materiale magnetizzato ed esposto all'esterno delle automobili.

### Singapore
A Singapore, il governo ha avviato una campagna annuale di nastri gialli per promuovere l'esigenza di offrire agli ex detenuti una seconda possibilità nella società. Tipicamente, una persona mostra il suo sostegno per gli ex detenuti appuntandosi un nastro giallo sulla camicia durante la campagna annuale.

### Australia
In Australia, il gruppo Save Albert Park ("Salvate Albert Park") ha utilizzato il nastro giallo come simbolo di protesta. Il gruppo è una coalizione che contesta l'espropriazione dello spazio pubblico ad Albert Park, Melbourne, per l'annuale Gran Premio d'Australia. Quando la corsa si trasferì a Melbourne nel 1996, furono legati nastri gialli intorno agli alberi del parco destinati alla rimozione. Sebbene il gruppo non sia riuscito a proteggere gli alberi, ogni anno nel periodo della corsa essi ed i loro sostenitori legano ancora nastri intorno agli alberi.

### Italia
In Italia, il nastro giallo è stato utilizzato per esprimere solidarietà in favore dei marò tenuti prigionieri in India. Il nastro giallo avvolge il Leone di San Marco, simbolo dei Fanti di Marina.
Dall'inizio del 2022, il nastro viene utilizzato come simbolo del neonato "Movimento delle Coccarde Gialle", costituito da Medici di Famiglia che protestano per riappropriarsi del loro ruolo clinico-diagnostico, fagocitato dall'attività burocratica imposta dalla pandemia COVID-19.

### Spagna

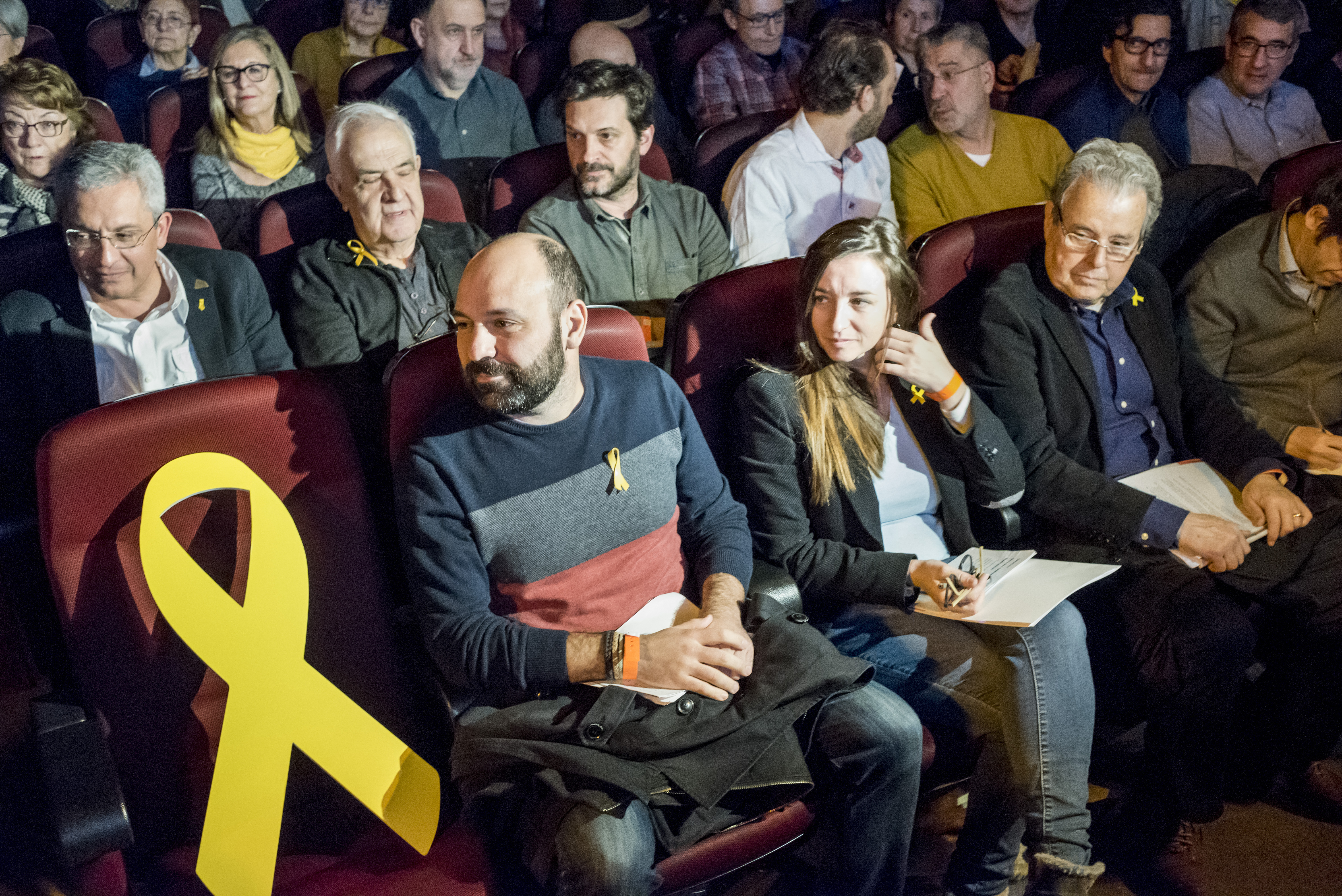
Òmnium Cultural 2018: al posto dei membri del Governo arrestati, venne posto un cartello raffigurante un nastro giallo

In Catalogna, il nastro giallo è attualmente utilizzato per ricordare ed esprimere solidarietà ai membri del Governo catalano (guidato da Carles Puigdemont) e ai leader indipendentisti incarcerati dalla Spagna come reazione al processo indipendentista catalano, culminato il 27 ottobre 2017 nella Dichiarazione di Indipendenza della Repubblica Catalana, in seguito allo svolgimento del referendum - illegale per la legge spagnola - del primo ottobre dello stesso anno.

## Nella cultura di massa

### All 'Round My Hat 'Round Her Neck She Wore a Yellow Ribbon
Durante gli anni trenta dell'Ottocento, esisteva un brano popolare cockney attribuito a John Ansell e John Valentine che prende il nome di All 'Round My Hat 'Round Her Neck She Wore a Yellow Ribbon.

### She Wore a Yellow Ribbon
Nelle forze armate degli Stati Uniti, il simbolo del nastro giallo è utilizzato in una popolare canzone. La prima versione coperta da diritto d'autore fu quella del 1917 di George A. Norton, che la intitolò Round Her Neck She Wears a Yeller Ribbon (For Her Lover Who Is Far, Far Away) ("Lei porta un nastro giallo intorno al collo per il suo innamorato che è assai lontano")).
I testi furono alterati e la canzone rinominata She Wore a Yellow Ribbon ("Lei portava un nastro giallo") da Russ Morgan per il film del 1949 con lo stesso nome. La canzone fu eseguita da parecchi popolari musicisti degli anni 1940, compresi Mitch Miller e The Andrews Sisters.

### Tie a Yellow Ribbon Round the Ole Oak Tree
Il simbolo divenne largamente conosciuto nella vita civile negli anni settanta. Era il tema centrale della popolare canzone Tie a Yellow Ribbon Round the Ole Oak Tree ("Lega un nastro giallo intorno alla vecchia quercia"), scritta da Irwin Levine e L. Russell Brown e registrata da molti, tra cui il gruppo Tony Orlando and Dawn.
Nel testo della canzone, un detenuto prossimo al rilascio chiede alla propria donna di legare attorno all'albero un nastro giallo, quale segno per indicare che lei lo ama ancora e che quindi lui è ancora benvenuto. In questo modo, potrebbe vedere il nastro già dall'autobus che lo riporta a casa, mentre in caso contrario rimarrebbe sull'autobus. Alla fine scopre che il suo ritorno è molto gradito, poiché di nastri gialli legati alla quercia ce ne sono addirittura cento.
Sulla paternità della storia raccontata nella canzone vi fu una lunga controversia tra il giornalista Pete Hamill, che l'aveva menzionata per la prima volta nel 1971, in un articolo per il New York Post intitolato "Going home" ("Tornando a casa"), asserendo di averla appresa dalla tradizione orale, e gli stessi Levine e Brown, che nel 1972 avevano depositato la canzone. Gli autori dissero di avere udito la vicenda narrata durante il servizio militare, ma Pete Hamill non fu convinto e li citò per violazione (spinto probabilmente anche dallo straordinario successo riscosso dal brano: 3 milioni di dischi venduti in tre settimane nel maggio del 1973).
In seguito però Hamill rinunciò alla causa, dopo che alcuni esperti di folklore assunti da Levine e Brown avevano portato alla luce versioni di archivio della storia risalenti a prima che "Going home" fosse stato scritto .
Nel 1973 Domenico Modugno scrisse e incise una versione italiana della canzone, dal titolo Appendi un nastro giallo.